# Наро-Фомінськ (міське поселення)
Наро-Фомінськ — міське поселення в Московській області, адміністративний центр Наро-Фоминського району, утворене у 2005 році. Населення станом на 2014 рік складало 62295 чол. Міське поселення розтащовано на відстані 70 км на південний-захід від Москви на березі річки Нара (притока Оки). Залізнична станція

## Символіка

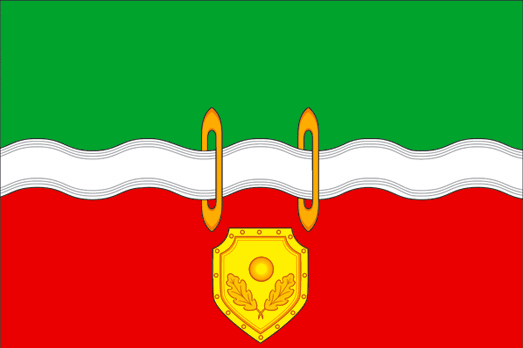
Прапор міського поселення Наро-Фомінськ

Міське поселення Наро-Фомінськ має власну символіку: герб та прапор. В основі герба — у пересіченому зелено-червленому полі — срібний хвилястий пояс протягнутий справа через два золотих малих ткацьких човника у супроводженні з червлені золотим щитком. Міську символіку ухвалено 23 листопада 2006 року.

## Міський округ
Окрім міста Наро-Фомінськ (населення 62295 чол.) до складу міського поселення також входить ряд сіл та селиш, а саме селища Александровка (142 чол), Базисний Розсадник (158 чол),селище Будинку відпочинку «Бекасово» (700 чол.), а також села Алексеєвка (1 чол), Афанасовка (8 чол), Бекасово (32 чол), Івановка (151 чол), Могутово (2 чол), Пожитково (32 чол), Савеловка (3 чол), Терновка (23 чол), Турейка (15 чол).

## Міста-партнери
- Бобруйськ (Білорусь)
- Даугавпілс (Латвія)
- Єлин Пелин (Болгарія)